# 川瀬時枝
川瀬 時枝 （かわせ ときえ、1968年（昭和43年）9月25日 - ）は、日本の体操選手である。現姓は渡邉。

## 経歴・人物
國學院高等学校出身。1984年ロサンゼルスオリンピックに出場した。ほか、世界選手権、ユニバシアード大会などに出場。
筑波大学体育専門学群卒業後、TBSテレビへ入社し、プロ野球や長野オリンピックなどスポーツ中継を担当する。1999年（平成11年）結婚を機に香川県へ移り、香川県教育委員会委員としてトップアスリート育成事業などに参画した。